# Стамен Григоров
Стамен Гігов Григоров (27 жовтня 1878, Студен-Ізвор, Пернікська область, Болгарське князівство — 27 жовтня 1945, Софія, Болгарське царство) — відомий болгарський вчений — лікар і мікробіолог.

## Життєпис
У 1905 році Стамен Григоров уперше описав причину молочнокислої ферментації в йогурті — болгарську паличку (Lactobacillus delbrueckii subsp. bulgaricus). 1906 року він опублікував результати своєї успішної розробки протитуберкульозної вакцини. Грудневе засідання академічного медичного факультету Сорбонни 1906 року, під головуванням академіка Ж. Лафора, одностайно вирішує поширити результати його досліджень у спеціальній брошурі, яка на цілих два роки випереджає відкриття БЦЖ. Наприкінці свого життя Григоров розробляє в Італії кращий для свого часу метод лікування туберкульозу — cura bulgara (болгарське лікування).
1905 року професор Масол пише до лауреата Нобелівської премії професора Іллі Мечникова до інституту Пастера в Парижі:
Мечников виявив велике зацікавлення до відкриття молодого слов'янина й послав йому запрошення виступити з доповідю в Інституті Пастера. Після чудової доповіді Григоров отримав запрошення на роботу в найпрестижніших наукових та лікувальних закладах свого часу. Професор Масол запропонував йому місце головного асистента, а пізніше і своє місце керівника кафедри. Григорову також запропонували директорський пост Південноамериканської філії Інституту Пастера в Сан-Паулу.
У 1907 році доктор медицини Г. А. Макаров опублікував перше наукове підтвердження функціональних властивостей Lactobacillus bulgaricus. Ілля Мечников повторив дослідження Григорова, щоб особисто переконатися в їх спроможності. 1908 року, в щорічному виданні французької академії наук, була опублікована підтверджувальна стаття Мечникова «Кілька слів для кислого молока». Сам Мечников вихваляв його як джерело здоров'я і довголіття, невпинно підтверджув його функціональні властивості і до кінця життя вживав не тільки йогурт, але й чисті культури болгарської палички.
Стамен Григоров відмовився від безлічі можливостей для кар'єри та дослідницької роботи, щоб стати окружним лікарем і начальником лікарні в Трині. Він глибоко і щиро любив свою Батьківщину, бачив її труднощі на початку 20-го століття, і хотів зробити все можливе, щоб прискорити її розвиток.
1912 року Григоров їде на Балканську війну як простий поручик санітарної служби. Трохи пізніше він знову бере участь з болгарською армією в Першій світовій війні, вже як майор санітарної служби та начальник військово-польової лікарні Південного фронту. В цей час у Петрицькій області спалахує епідемія холери. Майор Григоров добровільно бере на себе відповідальність щодо боротьби з жахливою хворобою. Ризикуючи своїм життям, Григоров зупиняє епідемію і рятує тисячі солдатів Південного фронту і громадян Петрицької області. За цей подвиг Болгарська армія нагороджує майора найвищим знаком військової відзнаки «Орден хоробрості», а цивільна влада, в особі Болгарського товариства червоного хреста — золотою медаллю «Червоний хрест».
Незважаючи на постійну зайнятість лікарськими справами і брак дослідницького обладнання, Стамен Григоров не припиняв своєї наукової роботи над проблемою туберкульозу. Нехай і не так швидко, як колеги в наукових інститутах і університетах, він просувався в розкритті етіології і патогенезу туберкульозу. 1935 року Григоров отримав спеціальне запрошення і з величезним успіхом лікував хворих на туберкульоз в італійських санаторіях «Ві Альба», «Гарбаняте» і «Оспедале дей бамбіні». Його метод був визнаний на той час найуспішнішим. У медичних колах популярний метод дістав назву cura bulgara — болгарське лікування. У 1938 році Григоров доповів про свої результати на науковій конференції в Римі. Після неї швейцарська влада звернулася до італійської з проханням про закупівлю цього методу, щоб застосовувати його в швейцарських санаторіях.
Вкотре Стамен Григоров отримав багато запрошень на престижні та високооплачувані наукові й керівні посади в Римі, Швейцарії та Англії. Але успішний вчений знову повернувся на батьківщину, щоб застосувати свої знання та вміння там.